# Castillo de Sotopalacios
El castillo de Sotopalacios es una fortificación del municipio español de Merindad de Río Ubierna, en la provincia de Burgos.

## Descripción
El castillo de Sotopalacios, también denominado «Castillo del Cid», se ubica en la localidad burgalesa de Sotopalacios, perteneciente al municipio de Merindad de Río Ubierna, en Castilla y León. Gonzalo Miguel Ojeda data tentativamente su construcción original en el siglo XIV.

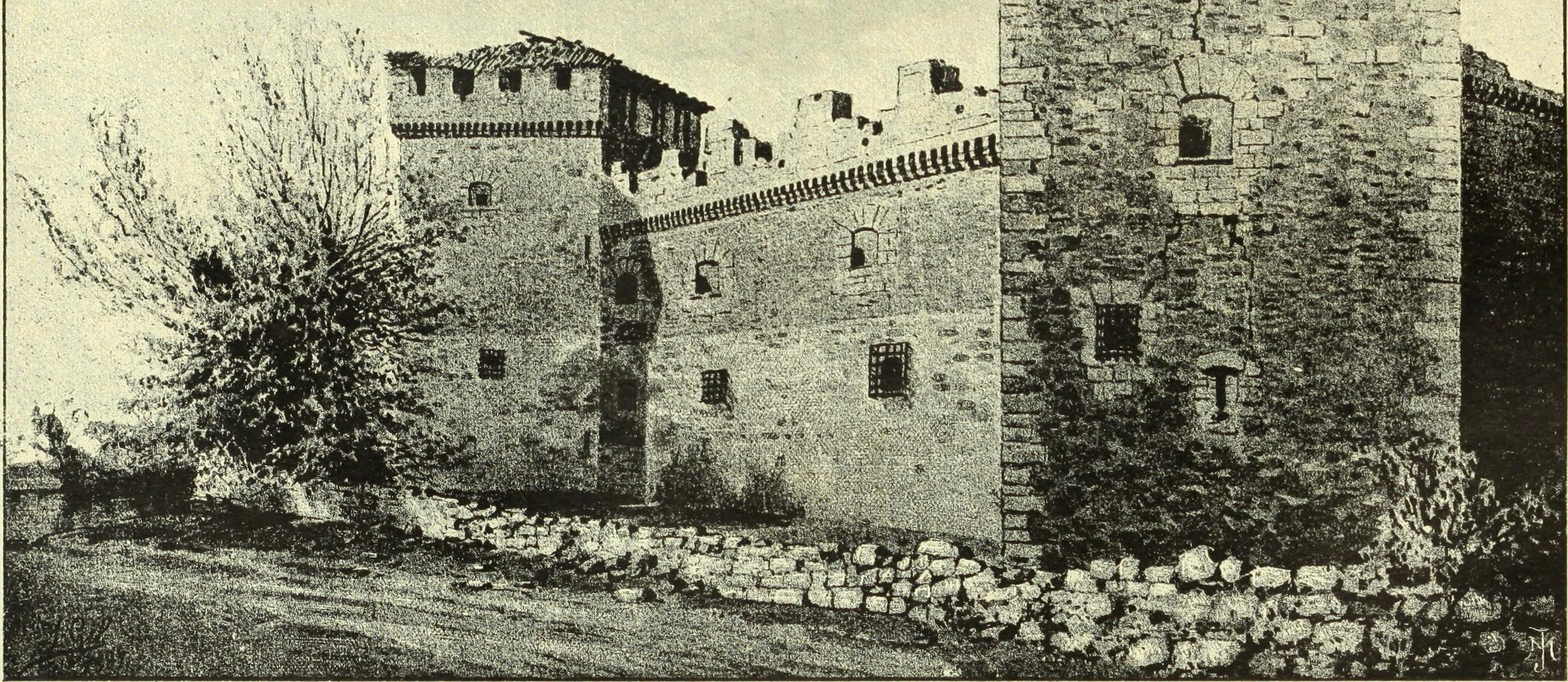
Vista del castillo en el

Quedó protegido de forma genérica junto con el resto de castillos de España, el 22 de abril de 1949, mediante un decreto con la rúbrica del dictador Francisco Franco y el entonces ministro de Educación Nacional José Ibáñez Martín, publicado el 5 de mayo de ese mismo año en el Boletín Oficial del Estado. Cuenta con el estatus de Bien de Interés Cultural, de forma genérica.
Fue adquirido por César San José Seigland, químico (1920-2017) y padre de nueve hijos, quien compró el castillo prácticamente en ruinas y lo fue reconstruyendo. César creó una Fundación privada para la conservación de la artesanía  a través de un taller CEE, en el que personas con minusvalía trabajaron, dentro del propio castillo, en la confección de alfombras de nudo y tapices.